# フリッツ・トート
フリッツ・トート（Fritz Todt, フリッツ・トットとも。 1891年9月4日 - 1942年2月8日）は、ドイツ国の軍人、土木技術者、政治家。1922年に入党した古参ナチス党員。突撃隊大将。1940年から軍需大臣を務める。

## 経歴
1891年にプフォルツハイムで生まれる。父親は小さな工場の経営者であった。ミュンヘン工科大学で土木工学を学び、カールスルーエで学位をとる。
1922年にナチス党員となった古参党員の一人である。
1933年からヒトラー政権のアウトバーン建設総監となり、第二次世界大戦開戦までの短期間に3,300キロ以上のアウトバーンをドイツ国内に張り巡らせた。当時は国有自動車道路（Reichsautobahn, ライヒスアウトバーン）と呼ばれていた。1938年にはノーベル賞に対抗してナチス・ドイツが制定した「ドイツ芸術科学国家賞」を受賞する。
1938年5月にトート機関を率い、以後ジークフリート線、大西洋の壁等の軍事構築物の建設にあたる。Uボート艦隊司令長官のカール・デーニッツ提督の要望に従い、潜水艦が直接大西洋に出撃できるフランス大西洋岸のロリアン、ブレスト、サン・ナゼール、ラ・パリス、ボルドーに複数のUボートを同時に収容・修理出来、大型爆弾の直撃にも耐える大型掩体壕のある潜水艦基地を1940年から1942年まで建設した。ドイツはこれをUボート・ブンカーと呼んだ。また彼は、トート機関を通じて占領地の住民や収容所の囚人・捕虜を強制動員して、こうした軍事施設の建設を行わせた。この過程で、多くの労役者が過酷な労働環境の下で死亡した。
1940年からは軍需大臣（正確には兵器・弾薬大臣）となり、弾薬・兵器生産の責任者となる。しかし、トートは一貫して戦争には反対の立場を示していた。トートは、資源が限られたドイツは米英ソの大国との総力戦に破れるだろうと直感し、ヒトラーに何度も早期講和を訴えている。

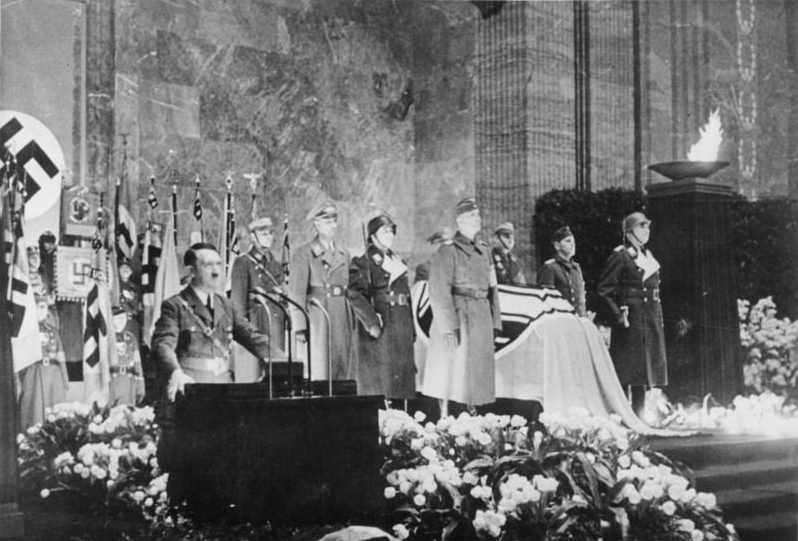
1942年2月12日、トートの国葬で弔辞を述べるヒトラー

1942年2月7日、オストプロイセンの総統大本営ヴォルフスシャンツェを訪れ、ヒトラーに再度、即時停戦と講和しなければ破滅的な状況が訪れると説得したが無駄に終わった。翌日、失意の中、トートは本営を後にしたが、その日の航空機墜落事故によって死亡した。一説には絶望したトートが飛行機内で自爆したことが、墜落の原因との見方もある。ベルリンの戦傷病者墓地に埋葬されている。
彼はアウトバーンの建設などで優れた仕事をしたが、その発言力は小さかった。例えば、彼はイギリスとソビエトとの二正面作戦は国家の破滅に繋がるとして、独ソ戦はやめた方がいいと提言したが、ヒトラーに一蹴されている。また、後にアルベルト・シュペーアが実行に移す部品の共通化などによる効率的な生産体制の構想を彼は既に持っていたが、十分な政治的権力を持っていなかったために根回しができず、結果的にはヒトラーから全幅の信頼が寄せられていた後任のシュペーアの功績となってしまった。

### アウトバーンの設計作業

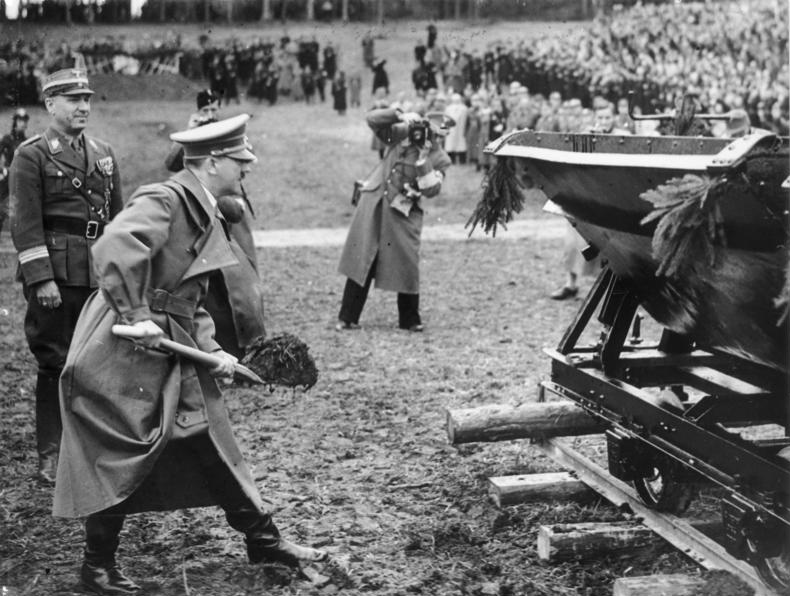
1938年4月7日、ザルツブルクのアウトバーン起工式に出席するヒトラーとトート（左端）

世界の高速道路の原点となったアウトバーンは、シビルエンジニアや建築家、造園家の共働作業によってもたらされた技術と英知の結晶であり、そのアウトバーン建設局の初代の総監督者になったのがトートである。
総監就任当時、ダルムシュタットとハイデルベルクを結ぶアウトバーンを見たトートは、まず高速道路を跨ぐ橋梁のデザインのひどさに落胆し、橋梁のデザインについては建築家パウル・ボナーツを、構造についてはシュトゥットガルト工科大学の橋梁工学の教授であったカール・シェヒテルを召集。ランドスケープについてはオットー・クルツ、そしてミュンヘン市の造園家であったアルヴィン・ザイフェルトに協力を依頼している。
トートはアウトバーンを統一したコンセプトのもとで計画する必要性を痛感し、「風景と土地とは、人の生活と文化の基礎であり、人を養育し文化を育む故郷である。技術者は、社会の基盤を築く者であるという認識をもつならば、風景と土地が保存されるように仕事をし、かつ、ここから新しい文化価値が生まれるように、構造物を設計し、創造する義務を有している」と述べたという。
風景に融合した道路の建設こそ、当時のアウトバーン建設局の目指すものであり、トートのコンセプトに賛同したポナーツは、アウトバーンの目指すべき橋梁は、美しいプロポーションを備え、浮かぶように軽快で、しっかりと荷重を支える印象を与え、かつ力の流れが明白なデザインにあると考えた。これは純粋な工学的フォルムを美しく造形しようとするシェヒテルの考えとも共鳴した。1935年、帝国交通省の総監督に任命されたシェヒテルは、ボナーツとともにアウトバーンに計画される橋梁の美しい造形と完璧な建設をスローガンとしてアウトバーン管理局を設置する。これまで橋梁のデザインに関しては互いに反感を抱いていたドイツの構造エンジニアと建築家の関係は、この二人の出会いによって修復され、橋梁のデザインに関する新しい歴史がここに始まったという。
トートらの業績として重要な点は、今日ではアウトバーン建設局において美しいデザインを実現するためのシステム作りが行なわれたこととして知られる。国内にアウトバーン管理局のもとに上級建設管理事務所OBKを設置、それぞれの事務所に建築家を配置することとし、これによって、似たような単一のデザインが繰り返されることを防止した。さらに15のOBKで実施したデザインはすべてシェヒテル、ボナーツの所属するベルリンの管理局に送られ、審査を受けたのち指摘事項を文書やスケッチによって通知される仕組みとした。このように中央でデザインを管理することによって、有能な建築家、エンジニアや造園家の発見と育成が行なわれた。

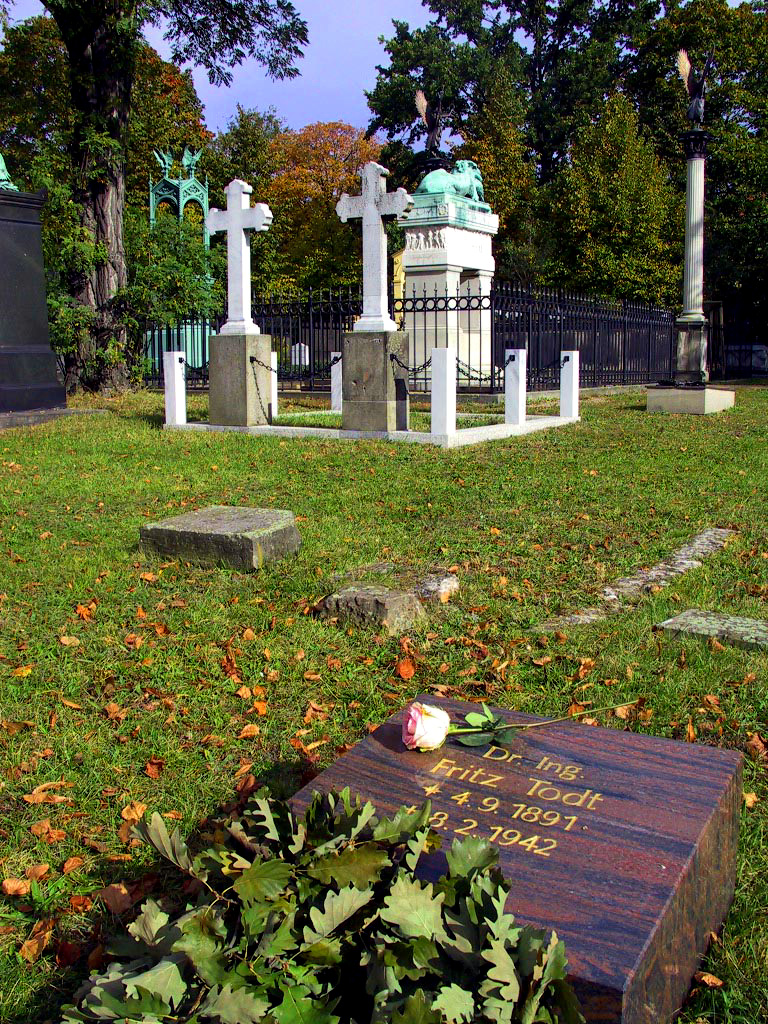
トートの墓

一方、橋梁のデザインだけではなく、道路のデザインについても危惧を抱いていたトートは、ザイフェルトに手紙を書き、ミュンヘンとホルツキルヒェンを結ぶ20キロメートルのアウトバーンの建設に際し、ランドスケープの観点から道路を造形することの重要性を説く一方、建設局の造園家として協力してくれるよう要請した。手紙には、失われたドイツのランドスケープを再生をさせるために、法面勾配をこれまでの1:2.5勾配から1:3.0勾配に変更し、その地域に適した植栽を行うことや、法面を自然の造形にするために、グレーディングや法肩の角をまるくするラウンディングを提案。さらに、ドライバーの立場に立って、運転の快適性を高めるため、エンジニアリングにクロソイド曲線を導入することや、視線誘導や対向車線の灯火を遮蔽する機能を有する植栽の在り方を論じた。こうして、アウトバーン建設局において、建築家、エンジニア、遥園家による協力体制ができあがった。
ドイツにおける国家プロジェクトは、鉄道建設プロジェクトをはじめとして数々あったが、アウトバーンの建設プロジェクトほど計画初期段階から明確なコンセプトを持ち、その実現のための実施方法が建築家、造園家等の様々な視点から検討され、その思想や手法が広く広報されたプロジェクトはなかったと、トートはアウトバーンのプロジェクトを讃えたが、一方ではそれがヒトラーの政権下において国家の威信を示すために計画されたプロジェクトであり、失業者対策のために建設需要を喚起する（公共事業）という経済的な背景と、国民が一丸となってプロジェクトを支持する政策的プロパガンダが不可欠であったという背景もあった。

## フリッツ･トートを扱った作品
- 小説『ヒトラーの建築家』（作者：東秀紀 日本放送出版協会）